# موراي وول
موراي وول (بالإنجليزية: Murray Wall) هو لاعب كرة قاعدة أمريكي، ولد في 19 سبتمبر 1926 في دالاس في الولايات المتحدة، وتوفي في 8 أكتوبر 1971 في لون أوك في الولايات المتحدة.

## وصلات خارجية
- موراي وول على موقعبيزبول رفرنس.كوم (الدوري الرئيسي) (الإنجليزية)
- موراي وول على موقع إي إس بي إن.كوم (أم.أل.بي) (الإنجليزية)